# Wollwurst
Il Wollwurst (anche noto localmente come Nackerte, Nackte, Geschwollene, Geschlagene o Oberländer) è un wurstel a base di carne di vitello e pancetta di maiale tipico della Baviera, assai simile al Weißwurst, ma più lungo e sottile, e senza budello.

## Ricetta
La ricetta si discosta poco da quella del Weißwurst: in generale viene usato un quantitativo inferiore di cotenna e non viene aggiunto il prezzemolo. L'altra sostanziale differenza è che l'impasto non viene insaccato, ma versato con un imbuto direttamente in acqua bollente, dove viene lasciato una decina di minuti a fuoco moderato e poi immerso in acqua fredda. Questo conferisce alle salsicce "nude" (da cui i nomi Nackerte e Nackte) la superficie "lanosa" (in tedesco wollig) che dà il nome al wurst.

## Usi
Possono essere consumati direttamente oppure grigliati dopo averli immersi nel latte (in questo caso vengono chiamati Geschwollene). Di norma sono accompagnati da un'insalata di patate e cetrioli condita con olio e aceto oppure da purè di patate.